# مقاطعة بايتا
مقاطعة بايتا (بالإنجليزية: Paita Province)‏ هي مقاطعة في بيرو، تتبع إقليم بيورا، عاصمتها بايتا، تبلغ مساحتها 1785.16 كيلومتر مربع.